# Barriärö
| Barriärö |
| --- |
| Kartskiss med barriärö, tillsammans med några andra landskapsformer vid havskusten. - Beskrivning – sandbank ovanför vattenytan, löper parallellt med kusten innanför - Bildande – genom tidvatten, vattenströmmar och vågor - Antal – 2 149 öar (2011) - Flest – USA har flest barriäröar (405 stycken) |

Barriärö är en sandbank som skiljer en del av havet från det öppna havet. Den är parallell med kusten och har en långsträckt, smal form. Dyner bildas ofta på havssidan medan landsidan förblir platt. Barriärön formas i växelverkan mellan vågor, strömmar och vind, där en havsnivåhöjning inträffat.
Exempel på barriäröar är Väst- och Ostfrisiska öarna, Outer Banks utanför North Carolina på den amerikanska östkusten samt Virginia Key, Key Biscayne och St. George Island utanför kusten i Florida.
Forskarna hade 2011 hittat totalt 2 149 barriäröar med hjälp av satellitbilder. Flest barriäröar har USA:s kuster till vilka räknas också Alaska, med totalt 405 barriäröar.
Barriäröar finns längs ungefär 15 procent av världens kuststräckor.